# Ana Ester Neves
Ana Ester Neves (Lisboa, 1961) é uma cantora lírica soprano portuguesa.

## Biografia
Ana Ester Neves iniciou os seus estudos musicais em Faro, tendo aí privado com a pianista Maria Campina. Abandonando os estudos em medicina, formou-se posteriormente no Conservatório Nacional de Lisboa, estudando ainda no Royal College of Music de Londres e na Universidade de Boston. 
Tem actuado em diversos palcos nacionais e internacionais e participado em gravações como sejam, por exemplo, a 6.ª Sinfonia de Joly Braga Santos e a ópera Os Dias Levantados de António Pinho Vargas.